# 篠原化学
株式会社篠原化学（かぶしきがいしゃ しのはらかがく）は、愛知県名古屋市昭和区に本社を置く寝具メーカーである。1957年に篠原二郎（しのはらじろう）により創業され、1959年に篠原ゴム工業株式会社として法人設立された。高機能枕やマットレスを中心に、各種寝具・寝装品の企画・製造・卸売・小売りを行い、また海外製寝具ブランド製品の輸入販売も手掛けている。

## 事業内容
「眠れる国は幸せな国」を企業スローガンに掲げ、快適な睡眠をもたらす寝具の開発・提供に取り組んでいる。主力製品は枕（ピロー）・マットレスであり、自社オリジナルブランド「快眠タイムズ」を展開している。創業当初より枕の改良開発を続けており、1966年に発売した「Yes No 枕」がヒットし1967年には日本初の高さ調節可能な枕「坊主枕」を発売した。1980年代以降も「エージレス枕」（虫の発生しないそば殻枕）や「ウォーターピロー・マザーアクア」（水をクッション材とする枕）などユニークな寝具を開発している。1995年には枕が防災頭巾に早変わりする「天災枕」を発売、1996年には２種類の使い方ができる介護用の「２way足枕」、あぐらでも姿勢が整う枕「安具楽（アグラック）」を発売、2005年には寝ながらにして音声がクリアに聞こえる「音の聞こえるゴロ寝枕」を発売、2008年には自社オリジナル圧縮ロール梱包エコロジーマットレス「エコラテ」を発売。現在では自社開発品のほか海外の寝具素材・製品も取り扱っており、デンマークの合成羽毛素材「フォスフレイクス」やオーストリアの高機能ウレタンフォーム「セルプール」などの日本総代理店として輸入販売を行っている。近年では、エコラテの上位モデル「エコラテエリート」や「快眠タイムズ」、「Save Your Bed」といった自社ブランドの寝具・寝装品の企画開発を行なっている。また、寝具関連のアクセサリーやインテリア雑貨の販売や、睡眠・寝具に関する情報発信をウェブメディア兼公式通販サイトである「快眠タイムズ」で行うなど、快眠に関する総合的な事業展開を行っている。

## 沿革
- 1957年（昭和32年）1月5日 - 名古屋市千種区豊年町にて創業。
- 1959年（昭和34年）12月8日 - 篠原ゴム工業株式会社を設立（資本金300万円）。
- 1962年（昭和37年）8月15日 - 本社を名古屋市昭和区明月町3-23（現在地）に移転。
- 1963年（昭和38年）6月 - 不動産部門の関連会社として篠原商事株式会社を設立（資本金200万円）。
- 1965年（昭和40年）12月 - 名古屋市緑区鳴海町に社宅用地（約1000㎡）を買収。
- 1969年（昭和44年）7月 - 篠原ゴム工業（株）と篠原商事（株）を合併（資本金500万円）。
- 1995年（平成7年）7月 - 本社ビルを新築。
- 1996年（平成8年）2月 - 資本金を1,000万円に増資。
- 1996年（平成8年）12月 - 創業者で代表取締役の篠原二郎が死去。
- 1997年（平成9年）2月 - 篠原鈴子が代表取締役に就任。
- 2000年（平成12年） - Web事業部を新設。
- 2001年（平成13年）7月 - 加賀俊光が代表取締役に就任し、資本金を1,500万円に増資。
- 2005年（平成17年）6月 - 資本金を2,000万円に増資。
- 2015年（平成27年） - 「鶴舞睡眠ラボ」（製品体験型ショールーム兼睡眠環境研究施設）完成。
- 2016年（平成28年） - ウェブメディア「快眠タイムズ」開始。
- 2021年（令和3年） - 公式通販「快眠タイムズ」開始。

## 事業所
- 本社： 愛知県名古屋市昭和区明月町3丁目23番地
- 鶴舞睡眠ラボ： 愛知県名古屋市昭和区鶴舞3丁目17-19
- 物流センター： 愛知県小牧市多気西町88-4

## 関連会社
- 篠原商事株式会社 - 1963年に設立された不動産管理部門の関連会社。1969年に篠原ゴム工業株式会社と合併し消滅。現在、篠原化学に主要な子会社や関連企業は存在しない。

## 受賞歴
- 2022年 - 自社が総代理店を務める「フォスフレイクス」シリーズが、第15回ペアレンティングアワード（育児に関する話題の人物・商品に贈られる賞）モノ・サービス部門を受賞[5]。
- 2023年 - 「フォスフレイクス」シリーズが、第4回日本子育て支援大賞2023を受賞[6]。
- 2023年・2024年 - 取扱ブランド「セルプール」が、おもてなし精神あふれる商品を表彰する「おもてなしセレクション」を2年連続で受賞（生活雑貨・日用品部門）[7]。